# Курышев, Василий Иванович
Василий Иванович Курышев (17 (30) августа 1913, Масловка (Пензенская губерния) — 13 апреля 1996, Рязань) — доктор технических наук, профессор, основатель и организатор научных исследований в области спутниковой астрономии, создатель и бессменный руководитель станции наблюдений искусственных спутников Земли (ИСЗ) Астросовета Академии наук СССР при Рязанском государственном педагогическом институте, один из авторов методики наблюдений ИСЗ.

## Биография
Родился 17 августа 1913 года в селе Масловка Пензенской губернии в бедной крестьянской семье. В годы революции семья переехала в Камень-на-Оби. В школе Василий Курышев оканчивал по два класса за один учебный год, в результате с 3 по 6 класс прошёл за два года, а школу с педагогическим уклоном окончил за семь лет — в 1929 году.
Во время учёбы, его посылали на встречи, проводимые молодой советской республикой. Василий Курышев являлся делегатом всесоюзных и сибирских пионерских съездов, Всемирного конгресса детского коммунистического движения. В поездках встречался с видными деятелями партии и правительства: Надеждой Крупской, Марией Ульяновой, Николаем Семашко. Сёмен Михайлович Будённый приглашал Василия стать участником хора. Однако Курышева больше привлекали физика, математика и особенно астрономия. Его логические способности нашли отражение в любви к шахматам. В шахматном чемпионате в Новосибирске он занял первое место, не проиграв ни одной партии. Как одного из лучших юных шахматистов Сибири его наградили поездкой в Москву, во время которой юных гостей приветствовала Надежда Крупская.
В 16-летнем возрасте Курышев начал педагогическую карьеру. В1929—1931 годах работал учителем, позже — руководителем начальной школой. Поступил в Томский университет и, будучи студентом, преподавал физику и математику в местном педагогическом училище.
Во время учёбы в университете принимал участие в двух научных экспедициях, посвящённых проблемам астрометрии и определению фигуры Земли. В 1936 году он на отлично защитил дипломную работу по небесной механике и по окончании учёбы продолжил работу на кафедре астрономии и обсерватории Томского университета.
В 1937 году Курышев по заданию Министерства просвещения РСФСР направился на работу в Киргизию, где недолгое время работал директором школы, а после — занял должность инструктора по общеобразовательной подготовке в пограничных войсках Народного комиссариата внутренних дел.
С 1939 года Василий Иванович работал преподавателем математики и астрономии в Иркутском университете и заведовал службой времени Комитета мер и измерительных приборов Совета министров СССР. В это время собирал материал для своей диссертации, но его планы прервала Великая Отечественная война, которую он прослужил в должности старшего триангулятора при штабе Забайкальского военного округа. Продолжил писать диссертацию после войны, а в 1948 году успешно её защитил.
Его научная работа была посвящена разработке методов и средств обеспечения регистрации точного времени для удалённых районов Сибири вплоть до Тихого океана. Благодаря его труду страна будет обеспечена собственными высокоточными ритмическими сигналами времени, которые были необходимы для развития гражданского производства, навигации и военных нужд. Министерство высшего образования СССР наградило учёного грамотой и премией «за успешное решение научно-исследовательской работы, имеющей важное народнохозяйственное значение».
Василий Курышев работал педагогом в Иркутском планетарии, где читал лекции, первая из которых называлась «Наука и религия о строении Вселенной», прочитанная им 4 марта 1950 года. Был руководителем научно-методического совета планетария.
В августе 1956 года Курышев переехал в Рязань, где начал работать доцентом астрономии Рязанского государственного педагогического института. На него легла задача развития астрономического образования в Рязанской области.
В 1975 году в институте была открыта кафедра теоретической физики. Профессор Курышев возглавлял её до 1990 года. В институте читал курс общей астрономии, развивал материально техническую базу астрономической обсерватории. Являясь научным руководителем аспирантуры по астрометрии и небесной механике, он готовил высококвалифицированных специалистов в области космических наблюдений. На базе прочитанных им лекций по рекомендации Министерством просвещения РСФСР было издано учебное пособие «Лабораторный практикум по астрономии для студентов педвузов». В учебном пособии впервые появилась серия работ посвящённая методике оптических наблюдений ИСЗ. В 1974 году Курышев успешно защитил докторскую диссертацию.
С 1976 года Василий Курышев был членом Учёной комиссии по физике при Главном управлении высших учебных заведений Министерства просвещения РСФСР, председателем Совета по физике педагогических вузов Центральной зоны России, председателем Зональной комиссии по астрономии.
В 1978 году Министерство просвещения СССР направило Курышева в служебную командировку на Кубу, где он читал курс общей астрономии, консультировал аспирантов и научных сотрудников Академии наук Кубы, принимал участие в организации курса астрономии в средних и высших учебных заведениях. В том же году Василий Иванович вошёл в Совет по подготовке астрономических кадров Астросовета АН СССР.
Василий Иванович являлся почётным членом Академии космонавтики имени К. Э. Циолковского, почётным членом Астрономо-геодезического общества Академии наук РФ, лауреатом диплома имени Ю. А. Гагарина Центра подготовки космонавтов.
Умер 13 апреля 1996 года.

## Рязанский планетарий
Курышев стоял у истоков создания Рязанского планетария. В 1963 году был приобретён аппарат фирмы «Цейс», с 8-метровой проекцией небесной полусферы. Первоначально он располагался в здании бывшего Николо-Ямского храма, затем на короткое время был перенесён в городской парк на ул. Ленина и окончательно разместился в Успенском соборе Рязанского Кремля.
Планетарий стал популярным просветительским центром города и области. Школьники старших классов проводили занятия и экскурсии. Жители города могли прослушать лекции на астрономическую тематику, которые читали сотрудники пединститута, Станции и лично Курышев среди которых: «Земля раскрывает свои тайны», «Мифы и легенды о звёздном небе», «Загадка тунгусского метеорита» и другие.

## Станция наблюдений ИСЗ АС АН СССР

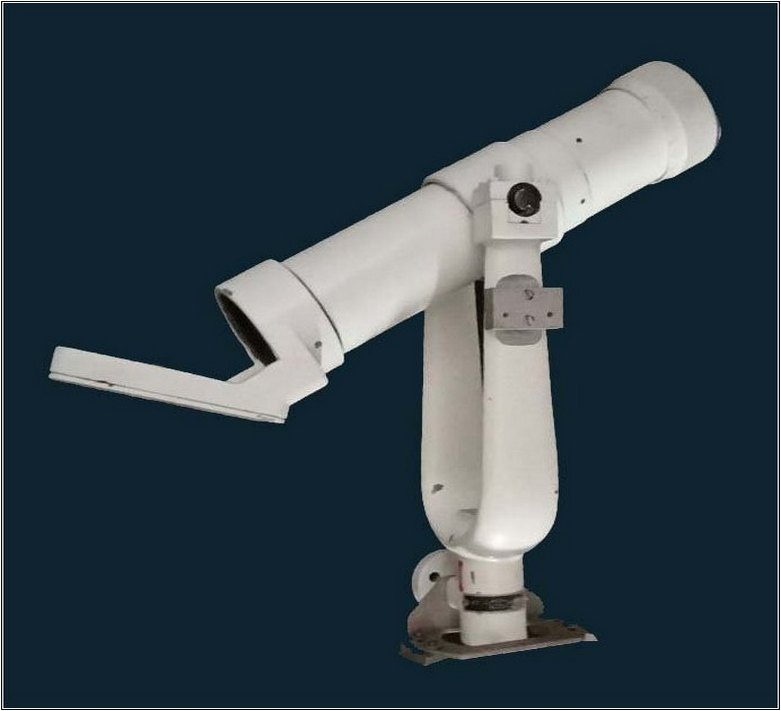
Широкоугольная астрономическая труба АТ-1. Использовалась в СССР на заре оптических наблюдений ИСЗ.

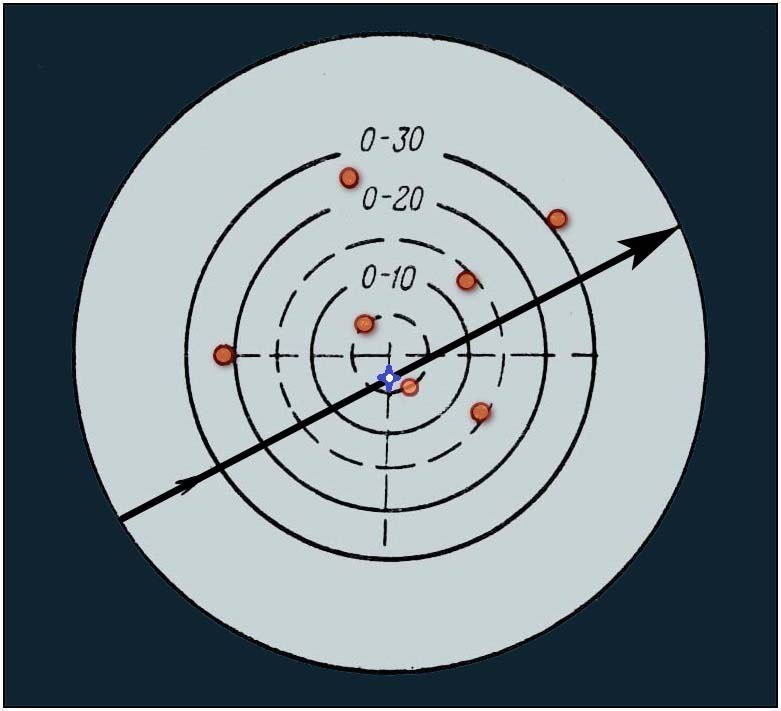
Траектория движения ИСЗ в астрономической трубе АТ-1 с фиксацией координат относительно звёзд.

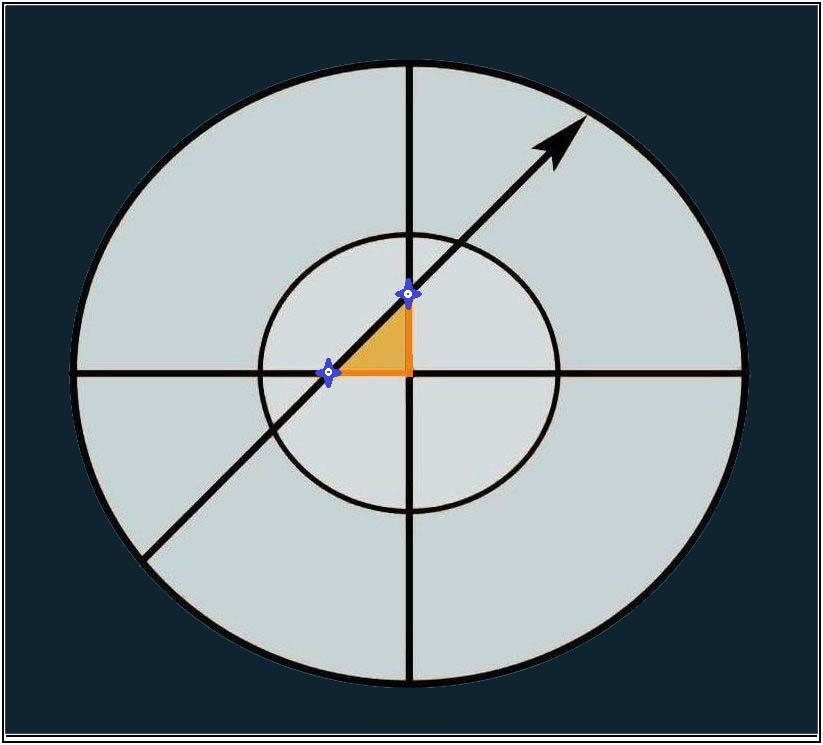
Траектория движения ИСЗ с фиксацией координат в горизонтальной системе координат. Использовалось при работе с оптическими приборами ТЗК и БМТ.

Василий Курышев был одним из организаторов системы оптических станций наблюдения ИСЗ при Астрономическом совете Академии наук СССР. Он принимал участие в создании Рязанской станции Наблюдений ИСЗ N 1042 и был её руководителем.
Первоначально Станция размещалась на исторической территории Рязанского Кремля на насыпном валу. Через три года её перенесли на улицу 26 Бакинских комиссаров 7. После постройки нового корпуса педагогического института Станция Наблюдений переехала на территорию астрономической обсерватории.
15 ноября 1962 года вышло постановление ЦК КПСС и Совета министра СССР № 1189497 «О создании отечественной службы контроля космического пространства», а в 1963 году были созданы ежегодные офицерские сборы начальников станций наблюдений ИСЗ, проводимых Министерством обороны в подмосковном посёлке Мамонтовка. В. И. Курышев был ведущим преподавателем и одним из организаторов сборов.
Василий Иванович был консультантом войск противовоздушной обороны, а затем противоракетной обороны. В 1965 году был издан его учебник «Курс астрономических наблюдений космических объектов», который использовался на Станциях наблюдений АС АН СССР.
Генерал-полковник Ю. В. Вотинцев, занимавшийся в те годы организацией службы контроля космического пространства и системой космической безопасности Москвы, в «Военно-историческом журнале» (1993) писал:

Одним из основоположников и энтузиастов привлечения электронно-оптических станций Астросовета АН СССР к наблюдениям космических объектов в системе пунктов оптических наблюдений войск ПРО и ПКО был доктор технических наук В. И. Курышев, учебники и учебные пособия которого до сих пор используются в работе.— Генерал-полковник Ю. В. Вотинцев. «Военно-исторический журнал», 1993
Возглавляемая Курышевым Станция наблюдений АС АН СССР, на протяжении своего существования была одним из лидеров и рекордсменов в своей области. Ей принадлежит рекорд по количеству наблюдений — сделано более 225 тыс. «отсечек» — фиксаций координат и времени прохождения ИСЗ. Василий Курышев лично принимал участие в наблюдениях и был среди рекордсменов страны по их количеству. Станция под руководством В. И. Курышева участвовала в научных программах «Сеть» — наблюдение ИСЗ для нужд Министерства обороны, «Атмосфера» — для исследования строения атмосферы и уточнения формы Земли, она систематизировала и каталогизировала запуски космических объектов СССР, выпускала «Бюллетень Станций оптических наблюдений ИСЗ АС АН СССР», проводила наблюдение покрытий звёзд и планет Луной для уточнения траектории движения Земли. Были организованы экспедиции по наблюдению ИСЗ во время солнечного затмения 31 июля 1981 года на территории Алтайского края, международной экспедиции по наблюдению солнечного затмения 22 июля 1990 года.
Одной из основных специализаций рязанской Станции была «Разработка позиционных и фотометрических методов поиска, сопровождения, распознавания искусственных космических объектов оптическими средствами». Работа в этом направлении велась в тесном сотрудничестве с ведущими научно производственными центрами страны ЦНИИМаш, НПО им. С. А. Лавочкина, НПО «Орион», Крымская астрофизическая обсерватория и в особенности центральным научно-исследовательским институтом № 45 МО СССР — в настоящее время 4-й центральный научно-исследовательский институт Министерства обороны Российской Федерации — головным учреждением Министерства обороны, по проблемам развития и поддержания боевой готовности и эффективности систем и средств ракетно-космической обороны. Руководители и ведущие сотрудники которого генерал-лейтенанты Ерохин, Юрий Гаврилович, Курланов, Александр Дмитриевич, Батырь, Геннадий Сергеевич и другие по приглашению В. И. Курышева многократно совершали служебные поездки посещая Рязанскую Станцию. Приезжал в Рязань по приглашению и Юрий Гагарин.
В результате сотрудниками Станции под руководством В. И. Курышева были разработаны фотометрическая классификация ИСЗ (Е. Б. Гусев); создан каталог запусков геостационарных объектов (Т. А. Гусева); разработана методика физического моделирования спектральных и фотометрических характеристик космических объектов (А. К. Муртазов); методика их распознавания по данным оптических наблюдений (В. В. Куприянов); разработаны методы оперативного определения параметров орбит космических объектов (Н. И. Перов).
В последние годы своего существования при участии Крымской астрофизической обсерватории активно развивалось направление позиционных наблюдений с использованием высокочувствительной телевизионной техники. Было приобретено телевизионной оборудование, доставлена из советской Антарктической Станции наблюдений и приспосабливалась для телевизионных наблюдений астрономическая фотографическая установка (АФУ-75), приобретён и прошёл тестирование в Крымской астрофизической обсерватории 250-мм экспедиционный телескоп Кассегрена на экваториальной монтировке.
Работа Станции АС АН СССР велась на основе хоздоговорных работ, на средства от которых закупалось современное оборудование как для самой Станции, института, так и улучшения бытовых условий проживания студентов и сотрудников учебного заведения.
После распада СССР программу наблюдений ИСЗ прекратили и закрыли станции наблюдений. С 1994 года материально-техническая база Станции наблюдений ИСЗ перешла в ведомство астрономической обсерватории как структурное подразделение Рязанского государственного университета имени С. А. Есенина.
Благодаря усилиям Василия Ивановича Станция наблюдений ИСЗ АС АН СССР была оснащена современным астрономическим и вычислительным оборудованием, а астрономическая обсерватория РГУ имени С. А. Есенина остаётся центром астрономического высшего и среднего образования города Рязани. Он был одним из создателей Музея космонавтики в Ижевском, являлся инициатором установки памятника Константину Эдуардовичу Циолковскому на одноимённой улице на которой он проживал.

## Ученики
- Гусев, Евгений Борисович — разработчик системы фотометрической классификации ИСЗ[22].
- Гусева, Татьяна Александровна — создатель каталога запусков геостационарных объектов[22].
- Кравцов, Геннадий Григорьевич — инженер станции наблюдений ИСЗ АС АН СССР, в последующем разработчик программного обеспечения для Министерства образования, российского ТВ, использовавшегося при прямых трансляциях ЧР2012, ЧЕ2012, ЧМ2014, ОИ2014[24][25].
- Куприянов, Виктор Владимирович — доцент, специалист фотометрии ИСЗ, по математическому моделированию социально-экономических процессов, по инвестиционному анализу, имитационному моделированию сложных систем[26].
- Муртазов, Андрей Константинович — директор обсерватории РГУ, доцент, доктор технических наук, почётный работник общего образования. Один из ведущих специалистов в области физического моделирования оптических характеристик материалов поверхностей искусственных космических объектов для мониторинга околоземного пространства в рамках глобальной экологии[27][28].
- Перов, Николай Иванович — разработчик методов оперативного определения параметров орбит космических объектов, начальник Лесогорской Станции Наблюдений ИСЗ АС АН СССР[22].
- Широков, Александр Николаевич — Заслуженный учитель Российской Федерации[29]. руководитель астрофизического объединения дополнительного образования детей «Гелиос» Ижевской СОШ имени К. Э. Циолковского[30].

и многие другие.
Жена, Л. Г. Курышева, помогала в графическом оформлении его учебных пособий, выполнив ряд иллюстраций. Внуки Василия Ивановича: Алексей Владимирович Кованов возглавлял организацию социального обслуживания населения «Забота и милосердие», Юрий Владимирович Кованов занимал должность министра культуры Запорожской области.

## Методика наблюдений ИСЗ в современных технологиях
Методика наблюдений ИСЗ, разработанная В. И. Курышевым, нашла применение и развитие в телевизионных трансляциях футбольных и хоккейных матчей ЧР2012, ЧЕ2012, ЧМ2014, ОИ2014 в Сочи. Ученик В. И. Курышева — инженер станции — Г. Г. Кравцов использовал технологию наблюдения и распознавания ИСЗ в процессе прямых телевизионных трансляций спортивных соревнований.
С использованием технического зрения, по аналогии с позиционными наблюдением ИСЗ, определялись траектория движения мяча и игроков, их пробег и скорость передвижения, а полученные координаты — подобие позиционных горизонтальных астрономических координат ИСЗ и характеристики голевых моментов впервые в мире использовались для определения xG в Российском первенстве уже в 2012 году.
В качестве контрольных линий оптических приборов использовалась разметка поля, а мяч, шайба или отдельные игроки — как аналог ИСЗ. Передаваемая через интернет информация, обрабатывалась в студии и появлялась в реальном времени на телевизионных экранах, становясь доступной миллионам телезрителей как в России так и за рубежом.

## Награды
- Орден Трудового Красного Знамени
- Нагрудный знак «Отличник народного просвещения РСФСР»
- Нагрудный знак «Отличник высшей школы СССР»
- Почётные грамоты Президиума АН СССР, АС АН СССР
- Премия Министерства высшего образования СССР

## Память
12 сентября в музее истории РГУ имени С. А. Есенина (ул. Свободы, 46) открылась выставка, посвящённая 100-летию со дня рождения В. И. Курышева, а
в 2023 году состоялась выставка приуроченная к его 110-летнему юбилею. В этом же году в Рязани на здании РГУ торжественно открыли мемориальную доску посвящённую профессору Василию Курышеву.

Среди экспонатов выставки — карта Советского Союза, на которой отмечено множество мест его работы.
Как отмечала его дочь — Татьяна Курышева отец имел неуёмную жажду знаний, которую он пронёс через всю жизнь и сумел передать студентам:

Книжки он читал со свечкой в сарае. За год осваивал два класса школы, в 15 лет получил аттестат, а потом стал директором школы— Воспоминания Татьяны Курышевой. Выставка к 110-летию со дня рождения В.И. Курышева «Открылась бездна, звезд полна».